# Museo Archeologico Regionale Antonino Salinas

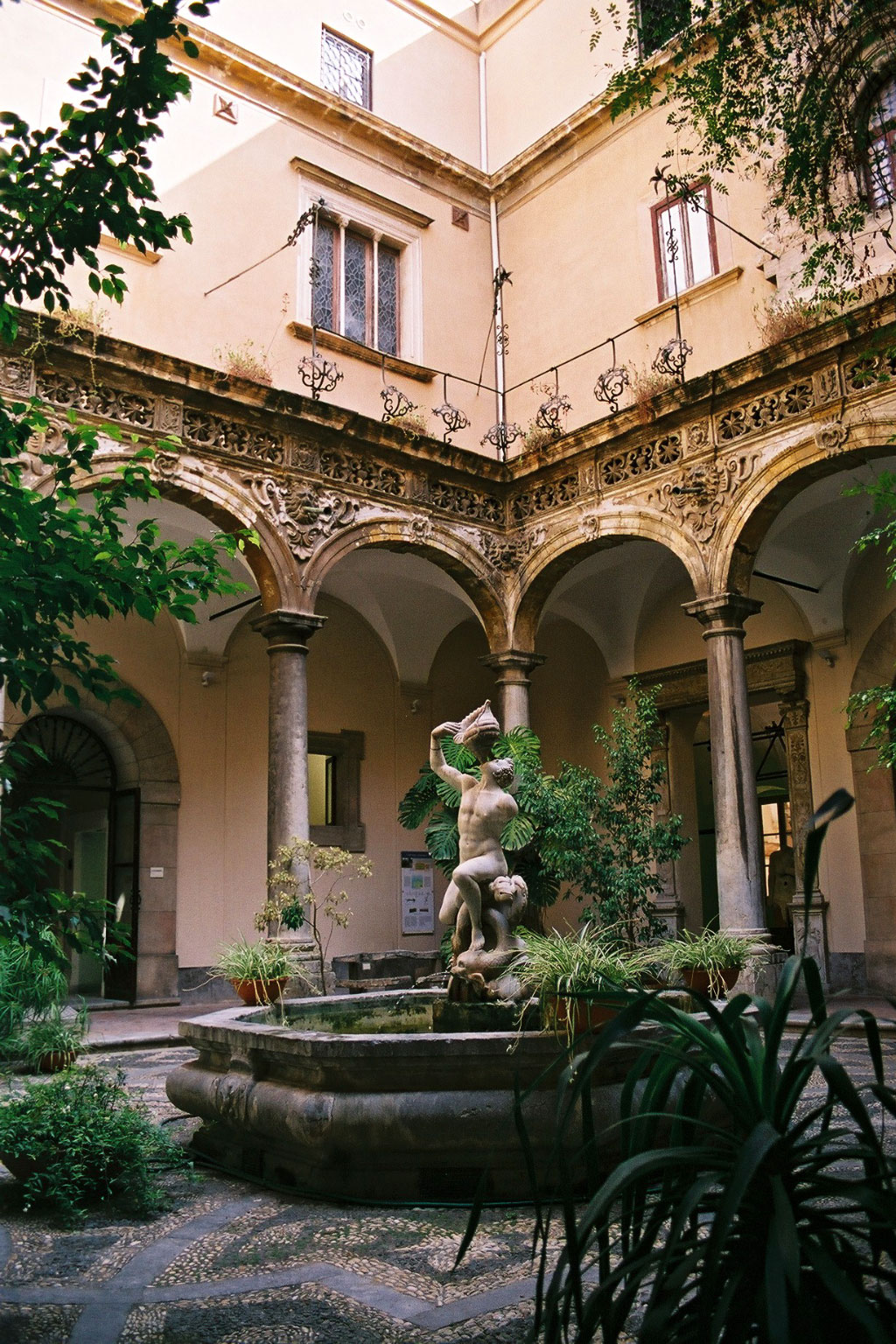
Kleinerer Innenhof

Das Museo Archeologico Regionale Antonino Salinas in Palermo (Archäologisches Regionalmuseum) zeigt eine Sammlung archäologischer Funde überwiegend aus dem Westteil Siziliens von der Vorgeschichte der Insel bis zur spätrömischen Zeit.

## Gebäude

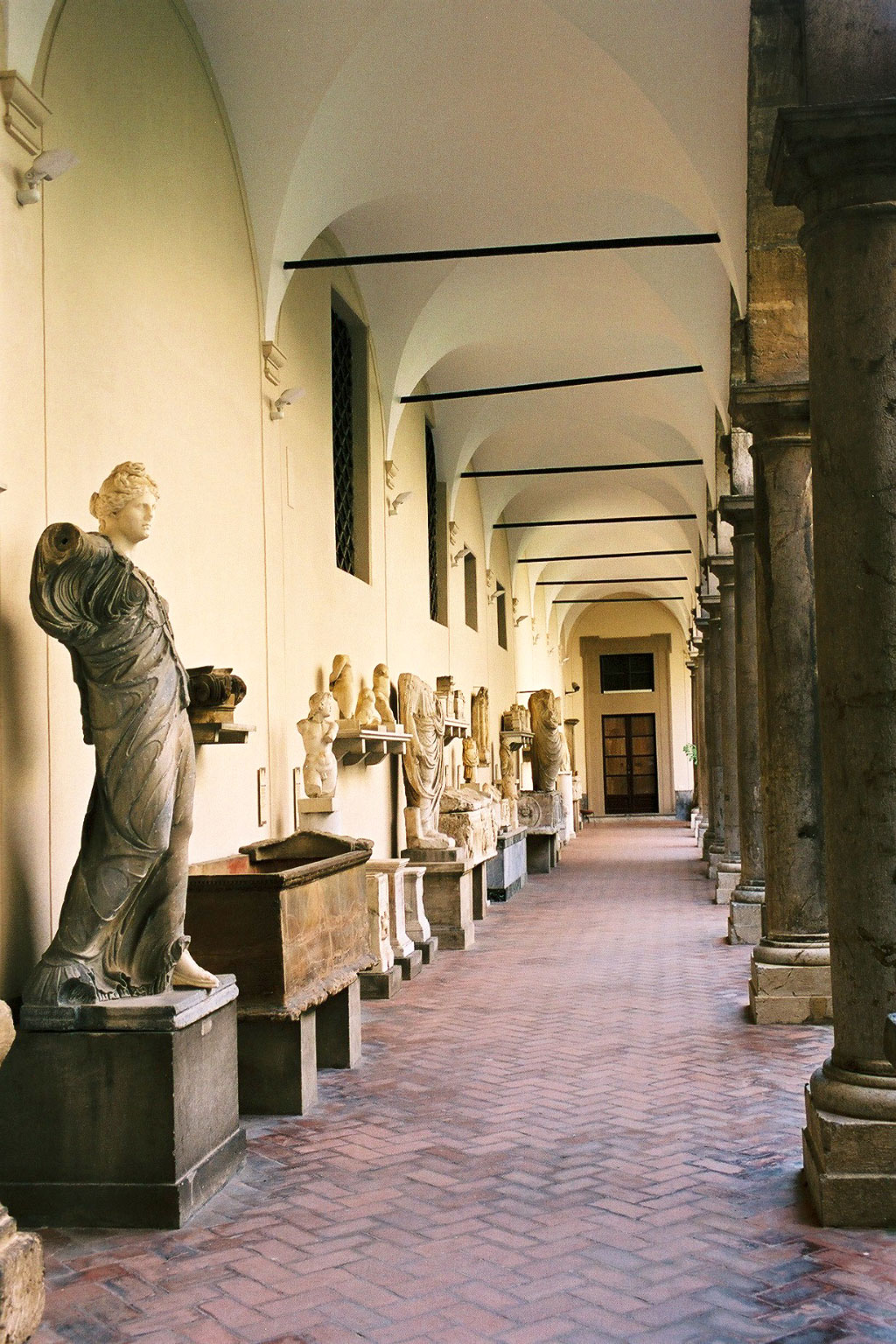
Arkadengang des größeren Innenhofs

Das Archäologische Regionalmuseum ist im ehemaligen Kloster der Kongregation des heiligen Philipp Neri untergebracht. Dieser Gebäudekomplex, Olivella genannt, zu dem auch die Kirche S. Ignazio und das angrenzende Oratorium gehören, wurde Ende des 16. Jahrhunderts nach einem Plan von Antonio Muttone begonnen. Fertiggestellt wurde es jedoch erst im 17. Jahrhundert. Im Jahre 1866 wurde es in ein Museum umgewandelt. Nach schweren Schäden im Zweiten Weltkrieg mussten ganze Flügel neu aufgebaut werden.
Die Ausstellungsräume gruppieren sich in drei Stockwerken um zwei Innenhöfe mit Arkadengängen, die früher als Kreuzgänge des Klosters dienten.
Den Grundstock der Ausstellung bildet die Sammlung des 1814 gegründeten Museo dell’Università. Der Archäologe Antonino Salinas (1841–1914) trug durch seine intensive Tätigkeit viel zur Erweiterung der Sammlung bei. Daher trägt das Museum ihm zu Ehren seinen Namen.
Der Bestand des Museums wuchs zunächst durch Schenkungen (v. a. der bourbonischen Herrscher) und durch den Erwerb privater Sammlungen. Erst später kamen Materialien aus systematischen Ausgrabungen (und teilweise auch aus zufälligen Funden) hinzu.
Das Museum beherbergt auch eine archäologische Fachbibliothek.

## Exponate

### Funde aus Selinunt

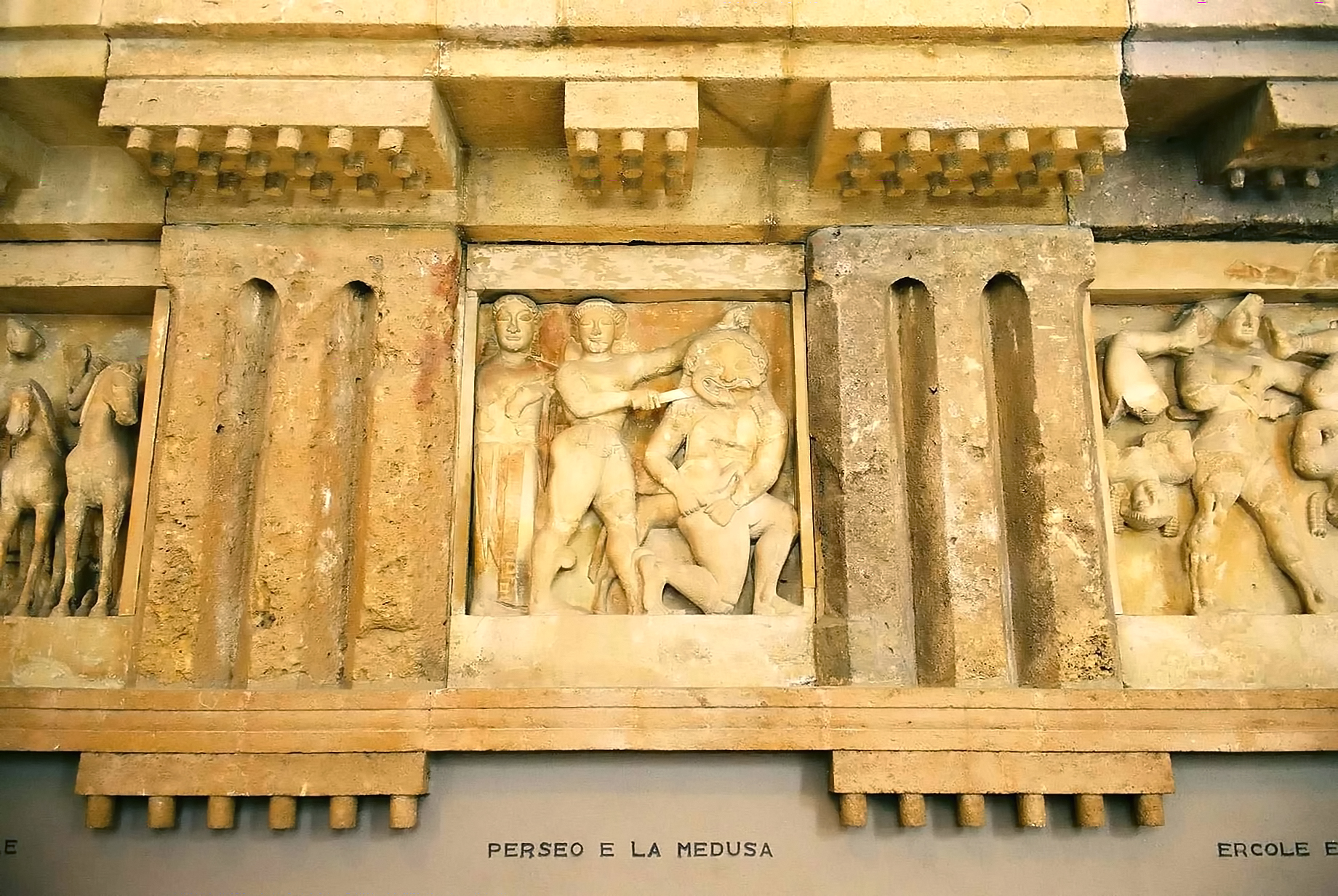
Metopen vom Tempel C in Selinunt

In einem eigenen Saal sind Fundstücke aus Selinunt ausgestellt. Vor allem sind das Teile der dorischen Friese, die durch eine Abfolge von Triglyphen und Metopen gekennzeichnet sind.
Das rechts abgebildete Friesfragment mit drei Metopen stammt von dem Tempel C (6. Jahrhundert v. Chr.). Diese Metopen wurden 1823 von zwei Engländern geborgen. 1827 kamen vier Metopen des Tempels E (5. Jahrhundert v. Chr.) dazu.
Gegenüber älteren archaischen Metopen, die ebenfalls hier ausgestellt sind, ist bei den Metopen des Tempels C der Übergang von flachen, mehr reliefartigen Darstellungen, zu einer realistischeren plastischen Darstellung zu erkennen.
Während die Figuren an den Metopen von Tempel C noch frontal dargestellt sind, zeigen die Metopen des jüngeren Tempels E nur noch Seitendarstellungen. Bei ihnen stehen sich jeweils männliche und weibliche Figuren gegenüber, wobei die Körper der weiblichen Figuren aus einem helleren Material gebildet sind.
In einem benachbarten Saal befindet sich eine Rekonstruktion des tönernen Tympanonschmucks von Tempel C.
Dort befinden sich auch Teile des Tempels B aus dem 4. Jahrhundert v. Chr., deren Farbspuren das klassische Bild der rein weißen Tempel ins Wanken brachte.

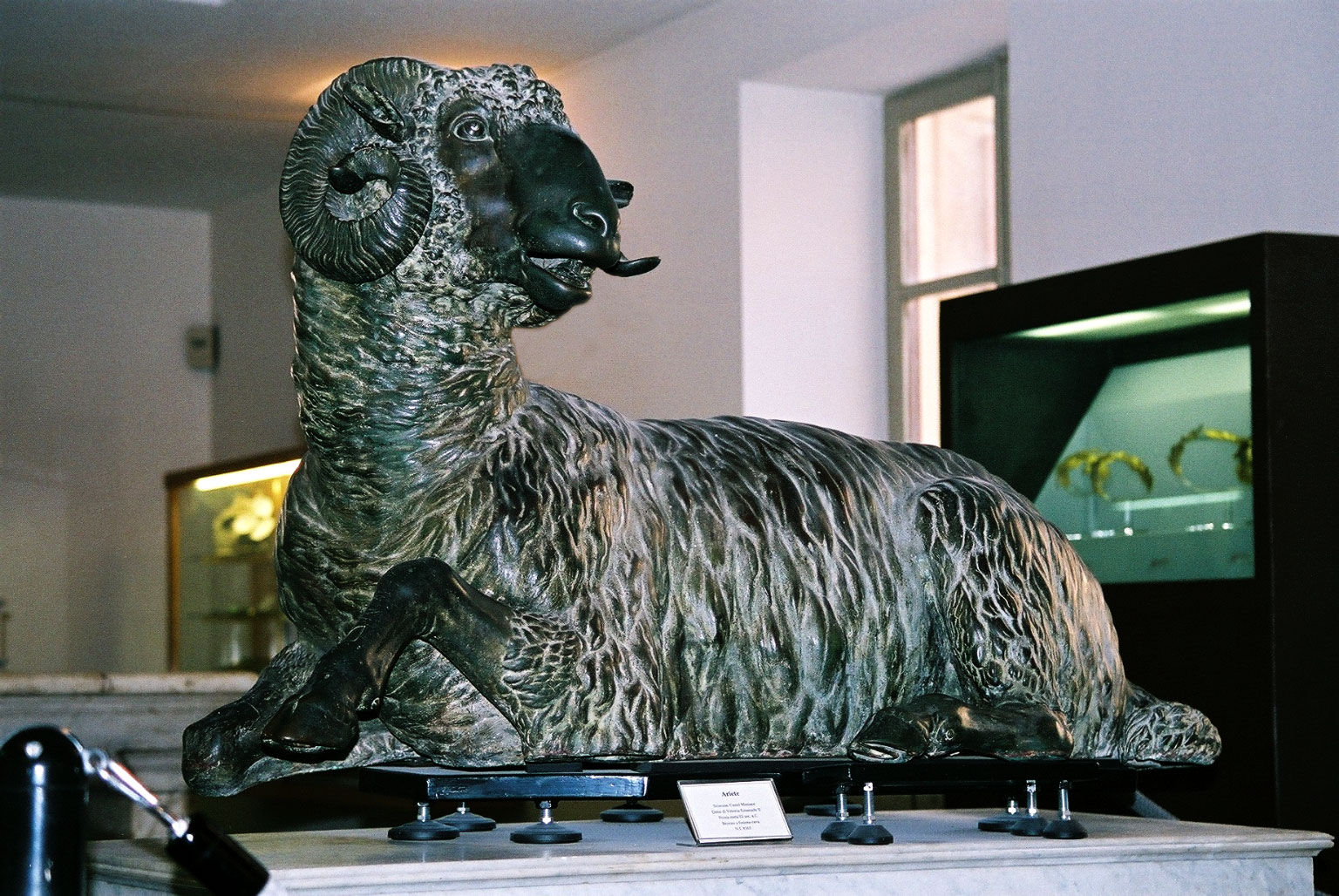
Bronzewidder

### Bronzensammlung
Ein eigener Saal ist griechischen Bronzefiguren gewidmet.
Die wohl eindrucksvollste Plastik ist ein Bronzewidder aus Syrakus (4. Jahrhundert v. Chr.). Er stammt vermutlich aus der Schule des Lysipp und zeigt eine sehr lebendige Darstellung. Der liegende Widder hat den Kopf erhoben und zur Seite gedreht, und ein lockeres flockiges Fell bedeckt den Körper. Zusammen mit einem zweiten Widder schmückte er das Hauptportal des Castello Maniace in Syrakus. Das zweite Exemplar wurde während der Revolution von 1848 zerstört.
Eine weitere eindrucksvolle Plastik ist die Bronzestatue des Herkules, der mit einem Hirsch ringt.
Daneben sind in den Vitrinen zahlreiche Kleinplastiken ausgestellt, etwa die des Melqart von Sciacca.

### Weitere Exponate

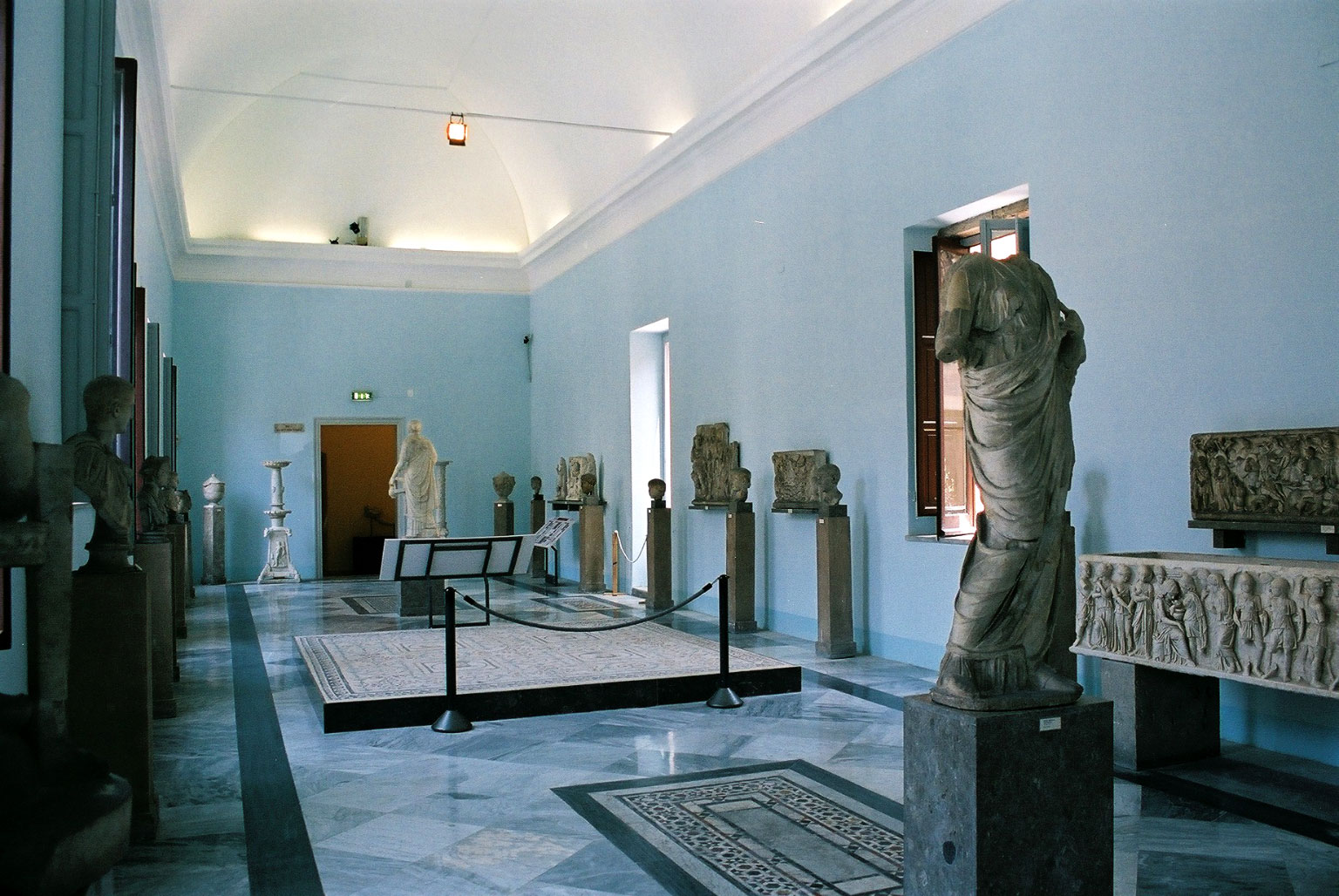
Saal mit römischen Funden

- prähistorische Funde, u. a. eine Kopie der Höhlenmalereien der Grotte von Addaura und vorgeschichtliche Keramiken
- Unterwasserarchäologie (Anker und Funde aus gesunkenen Schiffen)
- der Palermostein, eine Steinplatte, auf der beidseitig mit Hieroglyphen die Annalen der ersten fünf Dynastien des ägyptischen Alten Reichs aufgezeichnet sind
- männlicher Torso von Mozia, eines der schönsten Beispiele punischer Kunst
- phönizische und karthagische anthropomorphe Sarkophage
- punische Grabstelen in Form eines Megarons mit gemalten Bankettszenen des Verstorbenen
- Löwenkopf-Wasserspeier des Tempels von Himera
- eine der größten etruskischen Sammlungen außerhalb der Mittelitaliens, vor allem Grabstelen, Sarkophage und Urnen aus Chiusi und etruskische Buccherokeramik
- römische Mosaiken und Sarkophage